# Вулиця Пилипа Орлика (Херсон)
Вулиця Пилипа Орлика (колишні назви — Ганніба́лівська, 9 Сі́чня) — вулиця, розташована в Центральному і Корабельному районах Херсона.
З'єднує проспект Незалежності з вул. Підпільною. Почала формуватися наприкінці XVIII ст. На плані 1792 р. показані вісім кварталів майбутньої вулиці: три з них — мазанки, де жили офіцери, п'ять — «обивательські будівлі різного звання». Формування вулиці завершилося в першій половині XIX ст., тоді вона й була названа Ганнібалівскою (на честь одного із засновників міста Івана Ганнібала). У радянський період найменування вулиця одержала на згадку про Криваву неділю (9 січня 1905 р.).
Довжина вулиці становить 1 км 465 м.

## Будівлі
У будинку № 17 до 1917 р. знаходилася готель «Гранд-готель», де по приїзді зупинився К. Хетагуров. Про це повідомляла місцева газета «Юг» 30 травня 1899 р.

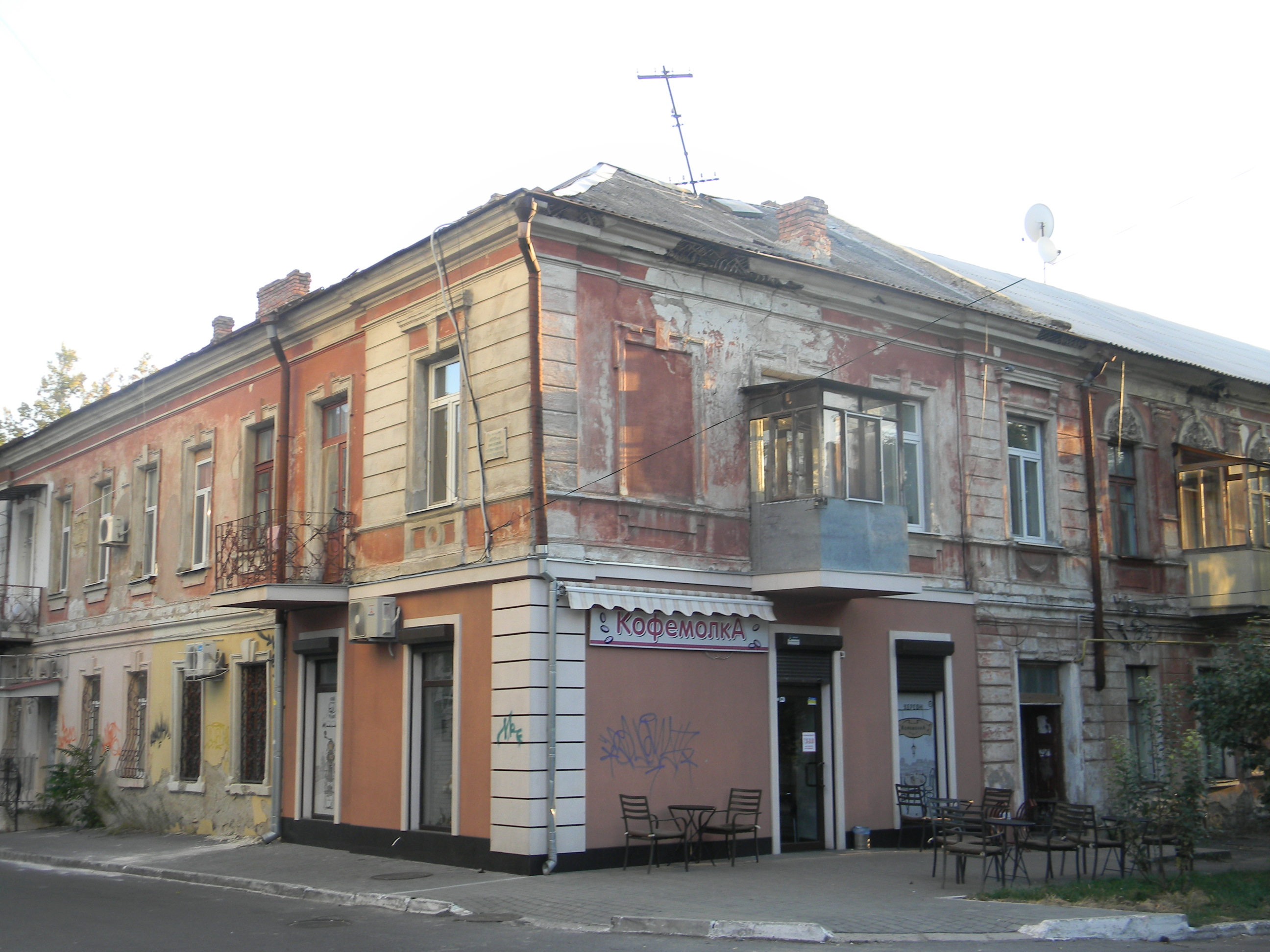
Будівля колишнього «Гранд-готелю», 2014 рік

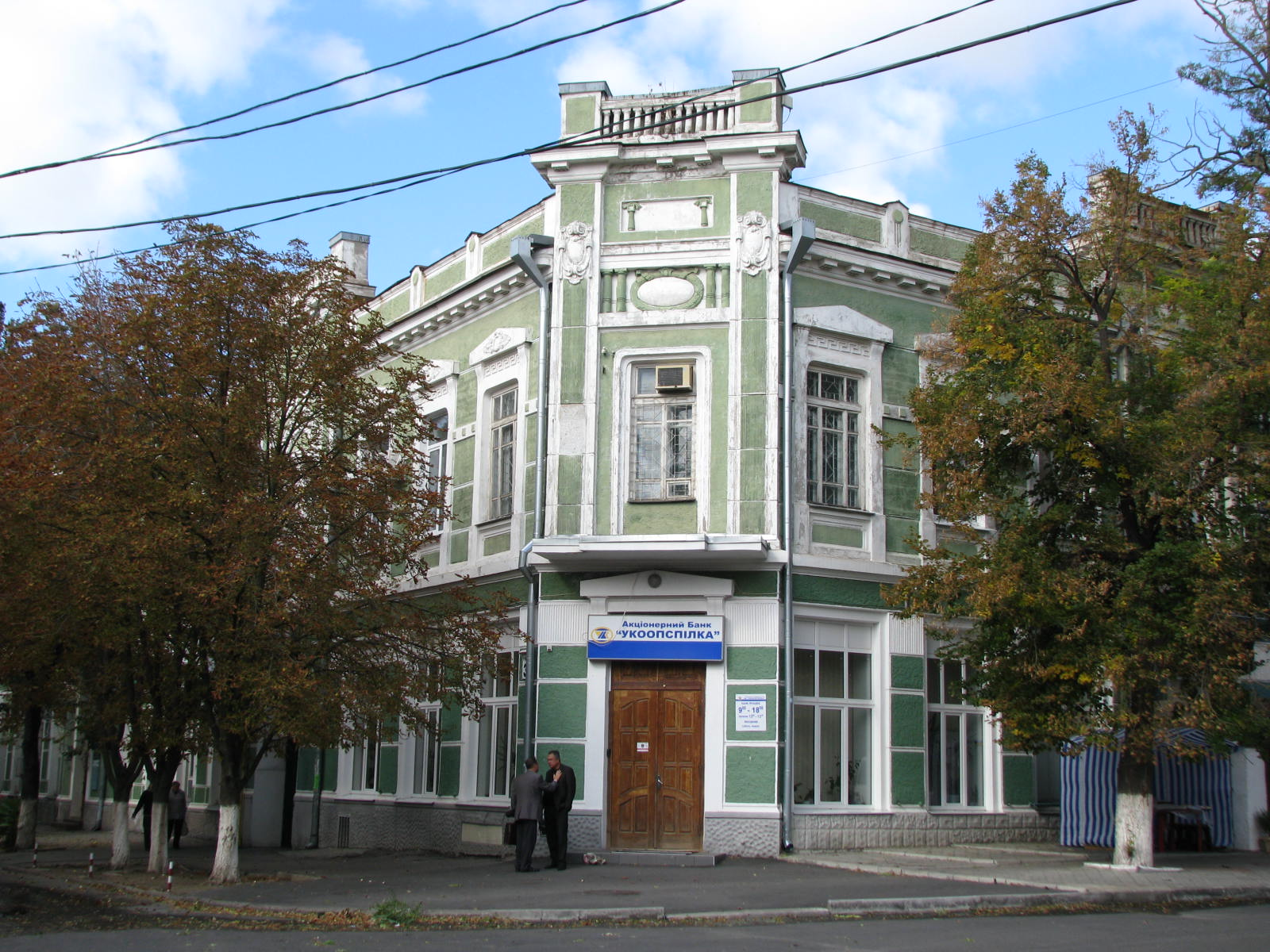
Будівля «Укоопспілки»

Двоповерхову будівлю кінця XIX ст. до 1941 р. займав готель «Лондонська». Будівля збереглася до наших днів практично у незмінному вигляді. У теперішній час тут розташований облфінвідділ та Національна акціонерна страхова компанія «Оранта» (буд. № 20).
У 1974 р. вул. 9 Січня перетворилася на жваву транспортну артерію з одностороннім рухом, що зв'язала проспект Ушакова (Незалежності) та площу Корабелів. Цьому передували розширення проїжджої частини, асфальтування її, оновлення бордюрів, що разом з новими будівлями додало вулиці сучасніший вигляд.
Між Спартаківським (Успенським) провулком та вул. Карла Маркса (Михайла Грушевського) у 1975—1976 рр. було збудовано дві високі будівлі, де розмістилися «Херсонагропроект» та філія Українського інституту із землеустрою — «Укрземпроект».
Будинок № 27, розташований у кварталі між вулицями Торговою та Ратушною, до початку 20-х років ХХ ст. належав купцеві Михайлу Саввичу Скарлато, представнику молдовського боярського роду. Під час Другої світової війни будівля була частково зруйнована, проте з часом відновлена силами німецьких військовополонених.